# Jaan Maide
Jaan Maide, né le 30 mai 1896 et décédé le 10 août 1945 était un officier supérieur de l'armée estonienne qui a combattu pendant la Première Guerre mondiale, la guerre d'indépendance estonienne et la Seconde Guerre mondiale. Il a été nommé commandant en chef de l'armée estonienne par le gouvernement (en) d'Otto Tief en 1944.

## Biographie
Maide est née le 30 mai 1896 à Vana-Kariste.
Maide est enrôlé dans l'armée impériale russe en 1915. Il est diplômé d'une académie d'officiers commissionnés à Kiev en tant qu'enseigne en 1916 et sert dans le régiment de tirailleurs lettons de 1917 à 1918.
À la suite de la déclaration d'indépendance estonienne, Maide rejoint la nouvelle armée estonienne, où il est nommé commandant de la 1re compagnie du 6e régiment. Il commande son unité pendant la guerre d'indépendance de l'Estonie et est promu lieutenant le 12 février 1920.
Après la guerre, Maide reste dans l'armée. Il terminé le cours d'officier d'état-major en 1923 et est promu capitaine. De 1923 à 1927, il sert comme officier d'état-major. En 1927, il est nommé chef d'état-major de la Ligue de défense estonienne (Kaitseliit). Le 24 février 1933, il est promu colonel. Du 30 novembre 1934 au 30 novembre 1935, il commande le régiment de trains blindés, avant de reprendre son ancien poste de chef d'état-major de la Ligue de défense estonienne. Le 1er février 1940, il est nommé commandant de la 4e division nouvellement créée, basée à Viljandi.
Maide survit à la première occupation soviétique. Pendant l'occupation allemande de l'Estonie lors la Seconde Guerre mondiale, Maide est chef d'état-major, puis commandant de l'Omakaitse, une milice basée sur la Ligue de défense estonienne.
À la suite de la retraite allemande et de l'offensive soviétique de septembre 1944, le gouvernement d'Otto Tief fait une dernière tentative pour restaurer l'indépendance de l'Estonie. Le 18 septembre 1944, Maide est nommé commandant de l'armée estonienne et promu major général le 21 septembre. Malgré ses tentatives de réformer l'armée, le plan de défense de l'Estonie échoue. Tallinn tombe le 22 septembre 1944 et Maide lui-même est capturé à Munalaskme le 24 octobre 1944.
Maide est transporté à la prison de la Boutyrka à Moscou et exécuté par arme à feu le 10 août 1945.

## Récompenses et décorations
| Récompenses et décorations estoniennes |                                         |
|                                        | Croix de la Liberté                     |
|                                        | Ordre de l'Étoile blanche d'Estonie     |
|                                        | Ordre de la Croix de l'aigle            |
|                                        | Ordre de la Croix-Rouge estonienne (en) |
| Récompenses étrangères                 |                                         |
|                                        | Ordre de Lāčplēsis                      |

## Promotion
| Grade              | Date              |
| ------------------ | ----------------- |
| Lieutenant         | 12 février 1920   |
| Second Capitaine   | 27 juillet 1920   |
| Captaine           | 22 février 1923   |
| Major              | 26 novembre 1924  |
| Lieutenant Colonel | 24 février 1928   |
| Colonel            | 24 février 1933   |
| Major Général      | 21 septembre 1944 |